# Bathymicrops brevianalis
Bathymicrops brevianalis is een straalvinnige vissensoort uit de familie van netoogvissen (Ipnopidae). De wetenschappelijke naam van de soort is voor het eerst geldig gepubliceerd in 1966 door Nielsen.